# Le Ployron
Le Ployron est une commune française située dans le département de l'Oise en région Hauts-de-France. Ses habitants sont appelés les Ployronnais et les Ployronnaises.

## Géographie
| Domfront     | Rubescourt Somme |                 |
| Godenvillers | Ployron          | Le Frestoy-Vaux |
|              | Tricot           |                 |

### Hydrographie
La commune est située dans le bassin Artois-Picardie. Elle n'est drainée par aucun cours d'eau.

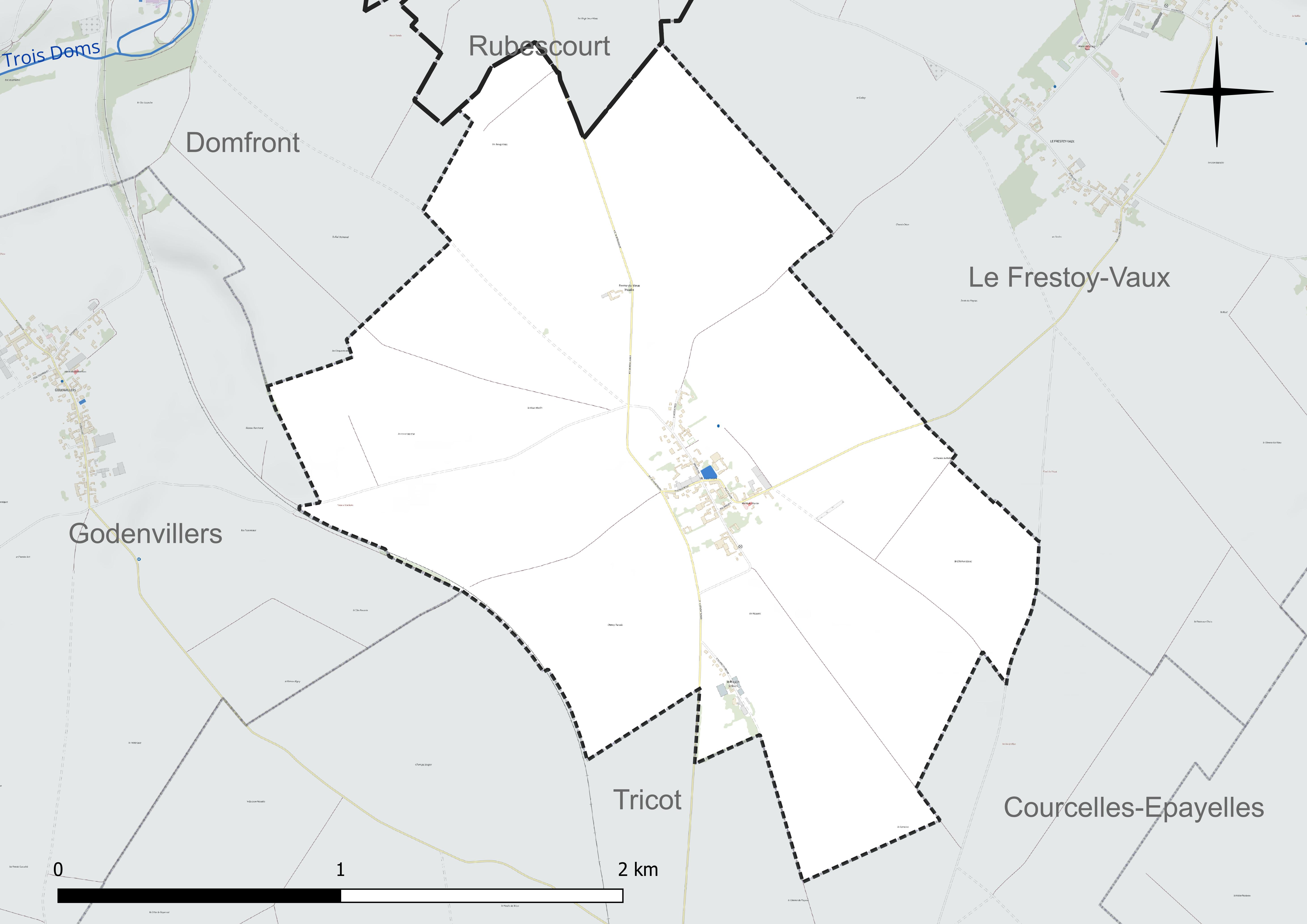
Réseau hydrographique du Ployron.

### Climat
Pour des articles plus généraux, voir Climat des Hauts-de-France et Climat de l'Oise.
En 2010, le climat de la commune est de type climat océanique dégradé des plaines du Centre et du Nord, selon une étude du CNRS s'appuyant sur une série de données couvrant la période 1971-2000. En 2020, Météo-France publie une typologie des climats de la France métropolitaine dans laquelle la commune est exposée à un climat océanique et est dans la région climatique  Nord-est du bassin Parisien, caractérisée par un ensoleillement médiocre, une pluviométrie moyenne régulièrement répartie au cours de l'année et un hiver froid (3 °C). 
Pour la période 1971-2000, la température annuelle moyenne est de 10,4 °C, avec une amplitude thermique annuelle de 14,5 °C. Le cumul annuel moyen de précipitations est de 670 mm, avec 11,3 jours de précipitations en janvier et 8,1 jours en juillet. Pour la période 1991-2020, la température moyenne annuelle observée sur la station météorologique la plus proche, située sur la commune de Godenvillers à 2 km à vol d'oiseau, est de 11,1 °C et le cumul annuel moyen de précipitations est de 701,9 mm,. Pour l'avenir, les paramètres climatiques de la commune estimés pour 2050 selon différents scénarios d'émission de gaz à effet de serre sont consultables sur un site dédié publié par Météo-France en novembre 2022.
| Mois                                  | jan.             | fév.             | mars           | avril         | mai           | juin            | jui.           | août          | sep.          | oct.        | nov.            | déc.           | année      |
| ------------------------------------- | ---------------- | ---------------- | -------------- | ------------- | ------------- | --------------- | -------------- | ------------- | ------------- | ----------- | --------------- | -------------- | ---------- |
| Température minimale moyenne (°C)     | 1,1              | 1                | 2,6            | 4,3           | 7,7           | 10,6            | 12,5           | 12,4          | 9,8           | 7,3         | 4               | 1,7            | 6,3        |
| Température moyenne (°C)              | 3,9              | 4,5              | 7,4            | 10,2          | 13,7          | 16,8            | 19             | 18,9          | 15,6          | 11,7        | 7,3             | 4,4            | 11,1       |
| Température maximale moyenne (°C)     | 6,6              | 8                | 12,2           | 16,2          | 19,8          | 22,9            | 25,4           | 25,5          | 21,5          | 16,1        | 10,5            | 7              | 16         |
| Record de froid (°C) date du record   | −21,5 17.01.1985 | −13,1 18.02.1969 | −11 08.03.1971 | −4,5 07.04.13 | −2 03.05.1967 | −0,5 01.06.1975 | 3,3 05.07.1964 | 2 28.08.1974  | −2 25.09.1972 | −5 29.10.03 | −9,5 23.11.1998 | −15 31.12.1970 | −21,5 1985 |
| Record de chaleur (°C) date du record | 15,1 09.01.15    | 19,9 27.02.19    | 26,5 31.03.21  | 29 20.04.18   | 32 28.05.17   | 37,6 27.06.11   | 43 25.07.19    | 40,4 06.08.03 | 36,5 15.09.20 | 30 01.10.11 | 21,4 01.11.14   | 16,5 17.12.15  | 43 2019    |
| Précipitations (mm)                   | 59               | 49,5             | 49,3           | 45,9          | 61,3          | 59,9            | 60,5           | 64            | 50,2          | 63,2        | 60,4            | 78,7           | 701,9      |

## Urbanisme

### Typologie
Au 1er janvier 2024, Le Ployron est catégorisée commune rurale à habitat dispersé, selon la nouvelle grille communale de densité à sept niveaux définie par l'Insee en 2022.
Elle est située hors unité urbaine et hors attraction des villes,.

### Occupation des sols
L'occupation des sols de la commune, telle qu'elle ressort de la base de données européenne d'occupation biophysique des sols Corine Land Cover (CLC), est marquée par l'importance des territoires agricoles (100 % en 2018), une proportion identique à celle de 1990 (100 %). La répartition détaillée en 2018 est la suivante : 
terres arables (93,4 %), zones agricoles hétérogènes (6,6 %). L'évolution de l'occupation des sols de la commune et de ses infrastructures peut être observée sur les différentes représentations cartographiques du territoire : la carte de Cassini (XVIIIe siècle), la carte d'état-major (1820-1866) et les cartes ou photos aériennes de l'IGN pour la période actuelle (1950 à aujourd'hui).

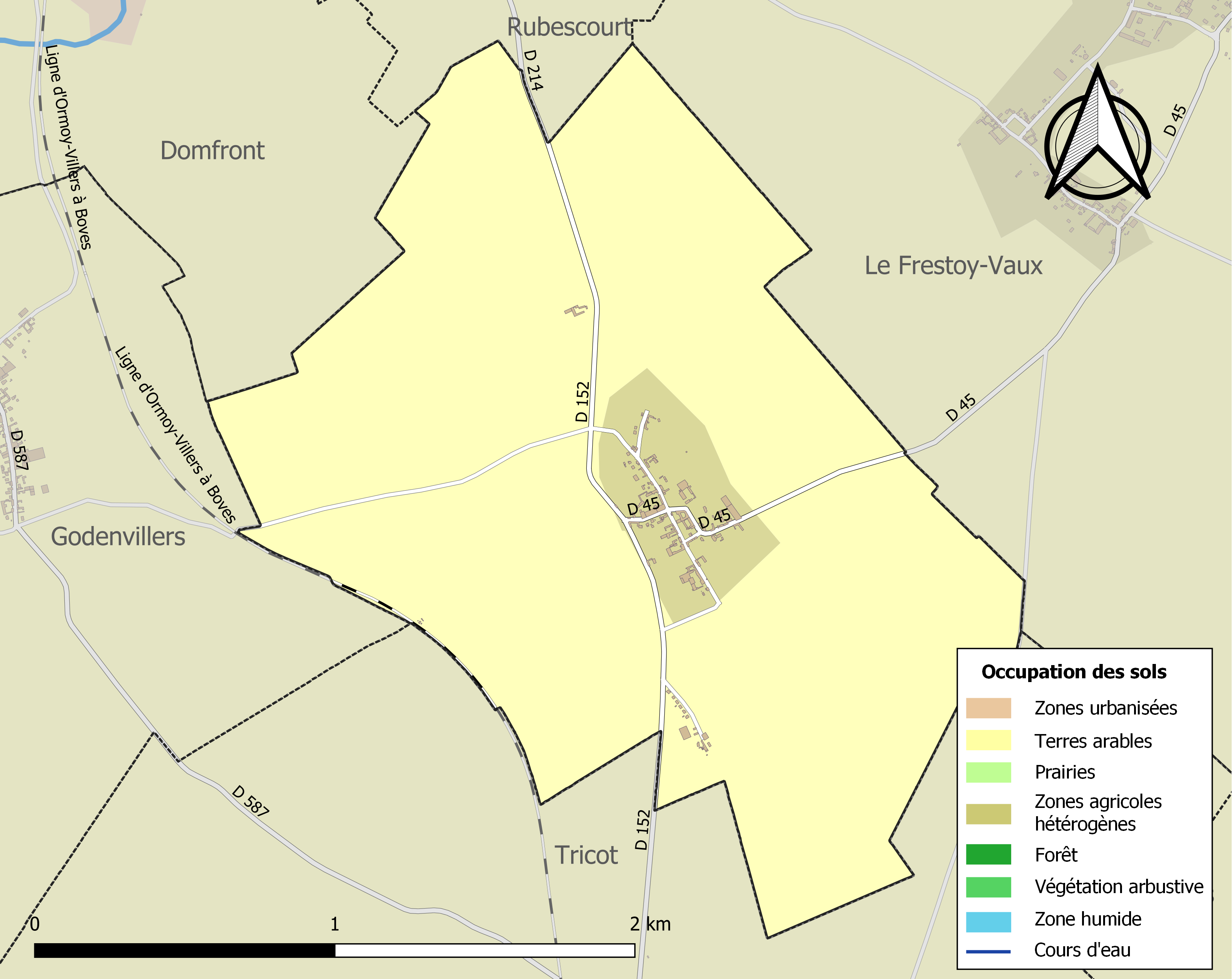
Carte des infrastructures et de l'occupation des sols de la commune en 2018 (CLC).

### Voies de communication et transports
La commune est desservie, en 2023, par les lignes 6309 et 6328 du réseau interurbain de l'Oise.

## Toponymie
Le nom de la localité est attesté sous les formes Ploieron (1303) ; Jehan de Ploieron (1320) ; le Ploiron (1469) ; Ploron (1515) ; le Ploron (1610) ; le Pléron (1610) ; le Ployron (1667) ; Ploiron (1803).

De l'oïl ploieron, qui provient du mot ploi, du même sens que plessis, il pouvait  s'agir de branches taillées entrelacées et tenues par des piquets enfoncés dans le sol, afin de former une palissade.

## Histoire
- 1825 : Le Ployron est absorbée par Le Frestoy-Vaux.
- 1832 : Le Ployron est détachée du Frestoy-Vaux.

## Politique et administration
| Période                                  | Période                         | Identité          | Étiquette | Qualité                                                                                    |
| ---------------------------------------- | ------------------------------- | ----------------- | --------- | ------------------------------------------------------------------------------------------ |
| Les données manquantes sont à compléter. |                                 |                   |           |                                                                                            |
|                                          |                                 |                   |           |                                                                                            |
|                                          | avril 1916                      | Charles Rabaut    |           | Mort en fonction, tombe au champ d’honneur aux tranchées du Mort-Homme Mort pour la France |
|                                          |                                 |                   |           |                                                                                            |
| mars 2001                                | 2008                            | Eric Miko         | DIV       |                                                                                            |
| mars 2008                                | En cours (au 22 septembre 2014) | Laurent Patinotte |           | Fonctionnaire Réélu pour le mandat 2014-2020                                               |

## Population et société

### Démographie

#### Évolution démographique
L'évolution du nombre d'habitants est connue à travers les recensements de la population effectués dans la commune depuis 1793. Pour les communes de moins de 10 000 habitants, une enquête de recensement portant sur toute la population est réalisée tous les cinq ans, les populations de référence des années intermédiaires étant quant à elles estimées par interpolation ou extrapolation. Pour la commune, le premier recensement exhaustif entrant dans le cadre du nouveau dispositif a été réalisé en 2005.

En 2022, la commune comptait 112 habitants, en stagnation par rapport à 2016 (Oise : +0,87 %, France hors Mayotte : +2,11 %).
| 1793 | 1800 | 1806 | 1821 | 1836 | 1841 | 1846 | 1851 | 1856 |
| ---- | ---- | ---- | ---- | ---- | ---- | ---- | ---- | ---- |
| 226  | 175  | 223  | 193  | 190  | 192  | 218  | 192  | 183  |

| 1861 | 1866 | 1872 | 1876 | 1881 | 1886 | 1891 | 1896 | 1901 |
| ---- | ---- | ---- | ---- | ---- | ---- | ---- | ---- | ---- |
| 172  | 150  | 143  | 140  | 118  | 155  | 158  | 145  | 153  |

| 1906 | 1911 | 1921 | 1926 | 1931 | 1936 | 1946 | 1954 | 1962 |
| ---- | ---- | ---- | ---- | ---- | ---- | ---- | ---- | ---- |
| 152  | 153  | 142  | 136  | 160  | 144  | 154  | 125  | 124  |

| 1968 | 1975 | 1982 | 1990 | 1999 | 2005 | 2006 | 2010 | 2015 |
| ---- | ---- | ---- | ---- | ---- | ---- | ---- | ---- | ---- |
| 114  | 109  | 121  | 105  | 113  | 105  | 101  | 115  | 108  |

| 2020 | 2022 | - | - | - | - | - | - | - |
| ---- | ---- | - | - | - | - | - | - | - |
| 112  | 112  | - | - | - | - | - | - | - |

#### Pyramide des âges
La population de la commune est relativement jeune.
En 2018, le taux de personnes d'un âge inférieur à 30 ans s'élève à 30,4 %, soit en dessous de la moyenne départementale (37,3 %). À l'inverse, le taux de personnes d'âge supérieur à 60 ans est de 25,1 % la même année, alors qu'il est de 22,8 % au niveau départemental.
En 2018, la commune comptait 61 hommes pour 52 femmes, soit un taux de 53,98 % d'hommes, largement supérieur au taux départemental (48,89 %).
Les pyramides des âges de la commune et du département s'établissent comme suit.
| Hommes | Classe d’âge | Femmes |
| ------ | ------------ | ------ |
| 0,0    | 90 ou +      | 3,8    |
| 3,3    | 75-89 ans    | 5,8    |
| 20,0   | 60-74 ans    | 17,3   |
| 30,0   | 45-59 ans    | 21,2   |
| 16,7   | 30-44 ans    | 21,2   |
| 11,7   | 15-29 ans    | 11,5   |
| 18,3   | 0-14 ans     | 19,2   |

| Hommes | Classe d’âge | Femmes |
| ------ | ------------ | ------ |
| 0,5    | 90 ou +      | 1,4    |
| 5,5    | 75-89 ans    | 7,6    |
| 15,6   | 60-74 ans    | 16,3   |
| 20,8   | 45-59 ans    | 20     |
| 19,4   | 30-44 ans    | 19,4   |
| 17,6   | 15-29 ans    | 16,2   |
| 20,6   | 0-14 ans     | 19,1   |

## Lieux et monuments

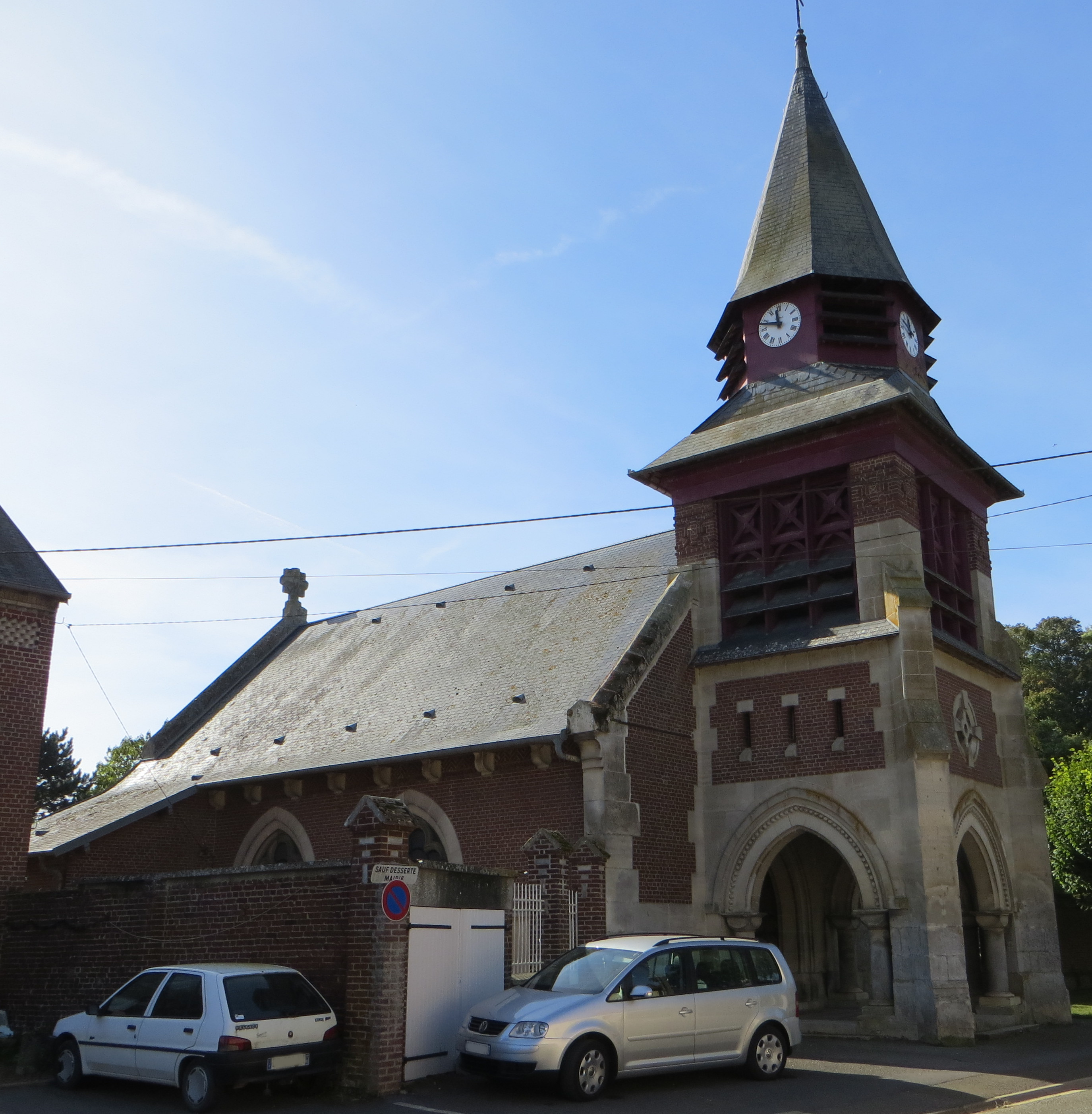
Église Saint-Éloi - cloche de l'église sonnant midi : Fichier:Le Ployron - Église Saint-Éloi - 12h.ogg

- Église Saint-Éloi : l'église est sous le vocable de saint Éloi, conférée par l'évêque d'Amiens. Les religieux de Saint-Quentin de Beauvais, chanoines réguliers de Sainte-Geneviève, étaient autrefois seigneurs du Ployron. Mais ils ont vendu cette seigneurie à la maison de Conflans d'Armentières. La maison de Conflans est originaire de la maison de Brienne qui elle-même descend des anciens comtes de Bourgogne. L'église a été reconstruite en 1650 sur une ancienne partie datant du XVe siècle. Derrière l'église existait un tertre. Sur cette élévation se situait l'emplacement d'un fort. Il aurait disparu durant les guerres du Moyen Âge. L'église fut vraisemblablement détruite lors des combats du 10 et 11 juin 1918. L'existence de souterrains nous autorise à penser à un réseau reliant les différents forts  du secteur vers les commanderies de Tricot, du Tronquoy et au lieu-dit de la ferme De Pas sur la commune de Rubescourt.[réf. nécessaire]